# András Szente
András Szente (Budapest, 10 dicembre 1939 – 14 settembre 2012) è stato un canoista ungherese.

## Palmarès

### Olimpiadi
- 2 medaglie:
  - 2 argenti (Roma 1960 nel K-1 4x500 m; Roma 1960 nel K-2 1000 m)

### Mondiali
- 2 medaglie:
  - 2 argenti (Praga 1958 nel K-4 1000 m; Berlino Est 1966 nel K-1 4x500 m)